# 10331 Peterbluhm
10331 Peterbluhm è un asteroide della fascia principale. Scoperto nel 1991, presenta un'orbita caratterizzata da un semiasse maggiore pari a 3,9914694 UA e da un'eccentricità di 0,2245406, inclinata di 4,64568° rispetto all'eclittica.